# Koning Albertpark (Brugge)
Het Koning Albertpark is een stadspark in de buurt 't Zand van de Belgische stad Brugge. Het is gelegen ten zuiden van het grote plein van 't Zand.
Het park is aangelegd net na de Tweede Wereldoorlog nadat het treinstation dat er was gelegen was verplaatst. Een deel van het park waren van oorsprong blekerijweiden, dat was zichtbaar langs het spoor door de brede grasvelden en werd ook in het park zichtbaar gehouden. In het stadspark staat een grote standbeeld van koning Albert I. Het park wordt soms ook daarom het Koning Albert I-park genoemd.

## Herinrichting
In het begin van 2018 is er begonnen met herinrichting van het stadspark. Onder meer wordt er een grote fontein geplaatst met een beeldengroep die op 't Zand stond tot dat plein werd heraangelegd in 2017-2018. Daar, aan de kant van het station, werd ook een stuk van de Kapucijnenrei opengelegd. Aan de andere kant van het park werd bij de heraanleg van 't Zand in 2018 een pleintje aangelegd, het Kapucijnenplein, dat eveneens toegang biedt tot de Kapucijnenrei.
Het vooruitzicht om de grote fontein die vroeger op 't Zand stond, te plaatsen in het Albertpark, ging uiteindelijk niet door. De vele beeldengroepen in koper rond de fontein, waren opgeslagen in een bergplaats. Op een nacht werden ze ontvreemd en werden nooit teruggevonden.
Een deel van het park werd in 2020-2022 uitgegraven voor de aanleg van een ondergrondse parking, als uitbreiding van de parking onder 't Zand. Na de voleindiging van de werken zal het park bovenop weer worden aangelegd.